# 感恩角
感恩角，海南岛西岸的海角，设有灯桩。地理坐标为北纬18°50'30.00",东经108°37'18.00"E。
- 1996年，中国政府发布关于领海范围的声明，感恩角为中国领海基点。